# Ben Hogan
Ben Hogan   (Stephenville, 13 d'agost de 1912 - Fort Worth, 25 de juliol de 1997), de nom complet William Ben Hogan, va ser un jugador de golf professional nord-americà, considerat un dels millors jugadors de la història del joc. Va destacar per la seva profunda influència en la teoria del swing del golf i la seva llegendària capacitat de cop de pilota.
Els nou campionats professionals més importants de la carrera de Hogan el vinculen amb Gary Player per la quarta posició de tots els temps, seguint només Jack Nicklaus (18), Tiger Woods (15) i Walter Hagen (11). És un dels cinc jugadors que ha guanyat les quatre majors: el Torneig Masters, l'Open (tot i jugar només una vegada), l'Open dels Estats Units i el Campionat PGA. Els altres quatre són Nicklaus, Woods, Player i Gene Sarazen; La primera gran victòria de Hogan li va arribar als 34 anys.

## Biografia

### Infància
Hogan va néixer a Stephenville, Texas, el tercer i petit fill de Chester i Clara (Williams) Hogan. El seu pare era ferrer i la família va viure a 16 km al sud-oest a Dublín fins al 1921, quan es van traslladar 110 km al nord-est a Fort Worth. Quan Hogan tenia nou anys el 1922, Chester es va suïcidar amb un tret a la casa familiar. Segons alguns relats, Chester es va suïcidar davant d'ell, que alguns (inclòs el biògraf de Hogan James Dodson) han citat com la causa de la seva personalitat introvertida en anys posteriors.
La família va patir dificultats econòmiques després del suïcidi del seu pare, i els nens van agafar feina per ajudar la seva mare modista a arribar a final de mes. El germà gran Royal va deixar l'escola als 14 anys per lliurar material d'oficina amb bicicleta, i Ben, de nou anys, venia diaris després de l'escola a l'estació de tren propera. Un consell d'un amic el va portar a fer de cadi als onze anys al Glen Garden Country Club, un camp de nou forats situat a tres milles de la ciutat. Un dels seus companys caddies a Glen Garden va ser Byron Nelson, més tard un rival. Els dos empatarien al lideratge al torneig anual de caddies de Nadal el desembre de 1927, quan tots dos tenien quinze anys. Nelson va fer un putt de 30 peus (9 m) per empatar al novè i últim forat. En lloc de la mort sobtada, van jugar altres nou forats; Nelson va fer un altre putt substancial al green final per guanyar per un cop.
La primavera següent, a Nelson se li va concedir l'única subscripció juvenil que oferien els membres de Glen Garden. Les regles del club no permetien caddies de 16 anys o més, de manera que després de l'agost de 1928, Hogan va portar el seu joc a tres cursos diaris: Katy Lake, Worth Hills i Z-Boaz.

### Carrera professional

#### Inicis
Hogan va abandonar la Central High School durant l'últim semestre del seu últim any. Es va convertir en professional sis mesos abans del seu 18è aniversari a l'Open de Texas a San Antonio, a finals de gener de 1930. Hogan va conèixer Valerie Fox a l'escola dominical de Fort Worth a mitjans dels anys 20, i es van tornar a conèixer el 1932 quan va aconseguir una baixa. pagant una feina de club-pro a Cleburne, on s'havia traslladat la seva família. Es van casar l'abril de 1935 a casa dels seus pares.
Els primers anys d'Hogan com a professional van ser molt difícils; es va trencar més d'una vegada. No va guanyar el seu primer torneig (com a individual) fins al març de 1940, quan va guanyar tres esdeveniments consecutius a Carolina del Nord als 27 anys. Tot i que Hogan va trigar una dècada a aconseguir la seva primera victòria, la seva dona Valerie va creure en ell, i això el va ajudar a superar aquells anys difícils.
Tot i acabar 13è a la llista de diners el 1938, Hogan va ocupar una feina d'assistent professional al Century Country Club de Purchase, Nova York. Va treballar a Century com a assistent i després com a cap professional fins al 1941, quan va ocupar el lloc de cap professional a Hershey Country Club a Hershey, Pennsilvània.

#### Consolidació professional i accident
Durant els primers anys d'Hogan de 1938 a 1959, va guanyar 63 tornejos de golf professionals malgrat la interrupció de la seva carrera per la Segona Guerra Mundial i un accident de cotxe gairebé mortal. Hogan va servir a les Forces Aèries de l'exèrcit dels Estats Units des del març de 1943 fins al juny de 1945; va estar estacionat localment a Fort Worth i es va convertir en un pilot d'utilitat amb el grau de tinent.
Conduint a casa a Fort Worth després d'una derrota en els playoffs dilluns a l'Open de Phoenix de 1949, Hogan i la seva dona Valerie van sobreviure a una col·lisió frontal amb un autobús. Aquest accident va deixar Hogan amb una doble fractura de la pelvis, una fractura de la clavícula, una fractura del turmell esquerre, una costella estellada i coàguls de sang gairebé mortals: patiria problemes de circulació de tota la vida i altres limitacions físiques. Els seus metges van dir que potser mai més tornaria a caminar, i molt menys jugar al golf de manera competitiva. Mentre Hogan estava a l'hospital d'El Paso, la seva vida es va veure en perill per un problema de coàguls de sang que va portar els metges a lligar la vena cava. Va sortir de l'hospital el primer d'abril, 59 dies després de l'accident, i va tornar a Fort Worth amb tren.
Hogan va recuperar les seves forces i va reprendre les seves activitats de golf el novembre de 1949. Va tornar al PGA Tour per començar la temporada de 1950 al Los Angeles Open, on va empatar amb Sam Snead a 72 forats, però va perdre el playoff de 18 forats.

#### Èxit
La temporada 1953, Hogan va guanyar cinc dels sis tornejos als quals va participar, inclosos tres campionats importants (una gesta coneguda com la Triple Corona de Golf).
Encara es troba entre les millors temporades individuals de la història del golf professional. Hogan no va poder participar el campionat de la PGA de 1953 (per completar el Grand Slam) perquè el seu joc es va solapar amb el de l'Open a Carnoustie, que va guanyar. Va ser l'única vegada que un golfista havia guanyat tres grans campionats professionals en un any fins que Tiger Woods va guanyar els tres finals majors el 2000.
Hogan sovint es va negar a jugar al PGA Championship; el va evitar cada cop més sovint a mesura que avançava la seva carrera. Hi havia dues raons per això. En primer lloc, el PGA Championship va ser, fins al 1958, un esdeveniment de "Match play", i l'habilitat particular d'Hogan era "disparar un número", planificant i executant minuciosament una estratègia per aconseguir una puntuació per a una ronda en un camp determinat (fins i tot fins al punt de sortir-ne). En segon lloc, la PGA requeria diversos dies de competició de 36 forats al dia, i després del seu accident de cotxe de 1949, Hogan no podia fer més de 18 forats al dia.

#### Retirada professional
L'últim torneig professional el va jugar el 1971. En total va acumular 63 victòries en la seva carrera professional. Després de retirar-se de l'escena golfística, va fundar una marca de pals de golf amb el seu nom. Va morir als 84 anys a casa seva a Fort Worth.

## Estil de joc
Hogan és àmpliament reconegut com un dels millors golpejadors que mai hagi jugat. Segons la majoria de les opinions, Ben Hogan va ser el millor golfista de la seva època i continua sent un dels millors de tots els temps. Posseïa una determinació ferotge i una voluntat de ferro. A Escòcia, Hogan era conegut com "The Wee Ice Man", o, en algunes versions, "Wee Ice Mon", un sobrenom que es va guanyar durant la seva famosa victòria a l'Open Britànic de Carnoustie el 1953. Hogan poques vegades parlava durant la competició, i la majoria de vegades era reservat. Hogan també era molt respectat pels seus companys de competició per les seves magnífiques habilitats de gestió del camp. Durant els seus millors anys, poques vegades o mai intentava un cop en competició que no hagués perfeccionat a la pràctica.
Encara que el seu colpejament de bola era potser el millor de tots els temps, es creu que les habilitats de Hogan amb el putt estaven per sota de la mitjana, encara que era capaç de posar-ho molt bé. Sòlid i de vegades espectacular en els seus primers i millors anys, Hogan, en els últims anys, es va deteriorar fins al punt de ser un mal putter per als estàndards professionals. La majoria dels seus problemes amb el putt es van desenvolupar després del seu accident de cotxe del 1949, que gairebé li va deixar cec l'ull esquerre i va afectar la seva percepció de la profunditat. Cap al final de la seva carrera, sovint s'aturava sobre la bola un temps excessiu abans de treure el putter.

## Cinc lliçons: els fonaments moderns del golf
Al 1957 Ben Hogan va escriure un llibre juntament amb Herbert Warren Wind. A les Cinc lliçons, Hogan divideix el swing en quatre parts: els fonaments, l'adherència, la col·locació i la postura i el swing. El llibre explica els punts des d'una visió científica i des de la seva experiència, analitzant i il·lustrant cada tipus de moviments i pals de golf. És un dels llibres més llegits de golf.

## Palmarès

### PGA Tour
- 1938 (1) Hershey Four-Ball (amb Vic Ghezzi)
- 1940 (4) North and South Open, Greater Greensboro Open, Asheville Land of the Sky Open, Goodall Palm Beach Round Robin
- 1941 (5) Asheville Open, Chicago Open, Hershey Open, Miami Biltmore International Four-Ball (amb Gene Sarazen), Inverness Invitational Four-Ball (amb Jimmy Demaret)
- 1942 (6) Los Angeles Open, San Francisco Open, North and South Open, Asheville Land of the Sky Open, Hale America Open, Rochester Times-Union Open
- 1945 (5) Nashville Invitational, Portland Open Invitational, Richmond Invitational, Montgomery Invitational, Orlando Open
- 1946 (13) Phoenix Open, San Antonio Texas Open, St. Petersburg Open, Miami International Four-Ball (amb Jimmy Demaret), Colonial National Invitation, Western Open, Goodall Round Robin, Inverness Invitational Four-Ball (amb Jimmy Demaret), Winnipeg Open, PGA Championship, Golden State Open, Dallas Invitational, North and South Open
- 1947 (7) Los Angeles Open, Phoenix Open, Colonial National Invitation, Chicago Victory National Open, World Championship of Golf, Miami International Four-Ball (amb Jimmy Demaret), Inverness Invitational Four-Ball (amb Jimmy Demaret)
- 1948 (10) Los Angeles Open, PGA Championship, U.S. Open, Inverness Invitational Four-Ball (amb Jimmy Demaret), Motor City Open, Reading Open, Western Open, Denver Open, Reno Open, Glendale Open
- 1949 (2) Bing Crosby Pro-Am, Long Beach Open
- 1950 (1) U.S. Open
- 1951 (3) Masters Tournament, U.S. Open, World Championship of Golf
- 1952 (1) Colonial National Invitation
- 1953 (5) Masters Tournament, Pan American Open, Colonial National Invitation, U.S. Open, The Open Championship
- 1959 (1) Colonial National Invitation

Els majors es mostren en negreta. Font: (Barkow 1989, pàg. 261–262)

### Majors
| Any  | Torneig                | Resultat              | Marge   | Subcampió                                                                 |
| ---- | ---------------------- | --------------------- | ------- | ------------------------------------------------------------------------- |
| 1946 | PGA Championship       | 6 & 4                 | n/d     | Ed Oliver                                                                 |
| 1948 | PGA Championship (2)   | 7 & 6                 | n/d     | Mike Turnesa                                                              |
| 1948 | U.S. Open              | −8 (67-72-68-69=276)  | 2 cops  | Jimmy Demaret                                                             |
| 1950 | U.S. Open (2)          | +7 (72-69-72-74=287)  | Playoff | George Fazio, Lloyd Mangrum Hogan 69 (−1), Mangrum 73 (+3), Fazio 75 (+5) |
| 1951 | Masters Tournament     | −8 (70-72-70-68=280)  | 2 cops  | Skee Riegel                                                               |
| 1951 | U.S. Open (3)          | +7 (76-73-71-67=287)  | 2 cops  | Clayton Heafner                                                           |
| 1953 | Masters Tournament (2) | −14 (70-69-66-69=274) | 5 cops  | Ed Oliver                                                                 |
| 1953 | U.S. Open (4)          | −5 (67-72-73-71=283)  | 6 cops  | Sam Snead                                                                 |
| 1953 | The Open Championship  | −6 (73-71-70-68=282)  | 4 cops  | Antonio Cerdá, Dai Rees, Frank Stranahan, Peter Thomson                   |

### Results timeline
| Torneig               | 1934 | 1935 | 1936 | 1937 | 1938 | 1939 |
| --------------------- | ---- | ---- | ---- | ---- | ---- | ---- |
| Masters Tournament    |      |      |      |      | T25  | 9    |
| U.S. Open             | CUT  |      | CUT  |      | CUT  | T62  |
| The Open Championship |      |      |      |      |      |      |
| PGA Championship      |      |      |      |      |      | R16  |

| Torneig               | 1940 | 1941 | 1942 | 1943 | 1944 | 1945 | 1946 | 1947 | 1948 | 1949 |
| --------------------- | ---- | ---- | ---- | ---- | ---- | ---- | ---- | ---- | ---- | ---- |
| Masters Tournament    | T10  | 4    | 2    | NT   | NT   | NT   | 2    | T4   | T6   |      |
| U.S. Open             | T5   | T3   | NT   | NT   | NT   | NT   | T4   | T6   | 1    |      |
| The Open Championship | NT   | NT   | NT   | NT   | NT   | NT   |      |      |      |      |
| PGA Championship      | QF   | QF   | QF   | NT   |      |      | 1    | R64  | 1    |      |

| Torneig               | 1950 | 1951 | 1952 | 1953 | 1954 | 1955 | 1956 | 1957 | 1958 | 1959 |
| --------------------- | ---- | ---- | ---- | ---- | ---- | ---- | ---- | ---- | ---- | ---- |
| Masters Tournament    | T4   | 1    | T7   | 1    | 2    | 2    | T8   | CUT  | T14  | T30  |
| U.S. Open             | 1    | 1    | 3    | 1    | T6   | 2    | T2   |      | T10  | T8   |
| The Open Championship |      |      |      | 1    |      |      |      |      |      |      |
| PGA Championship      |      |      |      |      |      |      |      |      |      |      |

| Torneig               | 1960 | 1961 | 1962 | 1963 | 1964 | 1965 | 1966 | 1967 |
| --------------------- | ---- | ---- | ---- | ---- | ---- | ---- | ---- | ---- |
| Masters Tournament    | T6   | T32  | 38   |      | T9   | T21  | T13  | T10  |
| U.S. Open             | T9   | T14  |      |      |      |      | 12   | T34  |
| The Open Championship |      |      |      |      |      |      |      |      |
| PGA Championship      | CUT  |      |      |      | T9   | T15  |      |      |

NT = sense torneig

WD = abandó

CUT = no va superar el tall de la 2a ronda

R64, R32, R16, QF, SF = Ronda en la qual va ser eliminat

T = posició compartida (empat)

#### Resum
| Torneig               | 1r | 2n | 3r | Top-5 | Top-10 | Top-25 | Torneigs | Talls superats |
| --------------------- | -- | -- | -- | ----- | ------ | ------ | -------- | -------------- |
| Masters Tournament    | 2  | 4  | 0  | 9     | 17     | 21     | 25       | 24             |
| U.S. Open             | 4  | 2  | 2  | 10    | 15     | 17     | 22       | 19             |
| The Open Championship | 1  | 0  | 0  | 1     | 1      | 1      | 1        | 1              |
| PGA Championship      | 2  | 0  | 0  | 5     | 7      | 8      | 10       | 9              |
| Totals                | 9  | 6  | 2  | 25    | 40     | 47     | 58       | 53             |

- Millor ratxa de top-10s: 18 (1948 Masters – 1956 U.S. Open)
- Millor ratxa de talls superats: 35 (1939 Masters – 1956 U.S. Open)